# Manilkara microphylla
Manilkara microphylla är en tvåhjärtbladig växtart som beskrevs av André Aubréville och François Pellegrin. Manilkara microphylla ingår i släktet Manilkara och familjen Sapotaceae. Inga underarter finns listade i Catalogue of Life.